# Уэйн, Тейлор
Тейлор Уэйн (англ. Taylor Wane, род. 27 августа 1968 года) — британская порноактриса, фотомодель и режиссёр. В 2005 году была включена в Зал славы AVN.
Первоначально Тейлор собиралась стать учительницей, но после того, как в возрасте 18 лет выиграла конкурс на обложку календаря, стала моделью. После переезда в Лондон начала выступать топлес. Позже переехала в Лос-Анджелес, где несколько лет снималась для мужских журналов. В 21 год перешла в порноиндустрию и начала сниматься в порнофильмах. С 1992 года занимается также режиссёрской деятельностью. В июне 1994 года стала «Киской месяца» журнала Penthouse. Появляется также в эпизодических ролях в ряде непорнографических фильмов.
На 2012 год снялась в 261 фильме и срежиссировала 31 порноленту.

## Премии и номинации
- 1992 AVN Award — Best Couples Sex Scene, Film — X Factor — The Next Generation[3]
- 2005 введена в AVN Hall of Fame[1]
- 2007 введена в Зал славы Legends of Erotica[4]